# Saison 2 d'Urgences
Chronologie
Saison 1 Saison 3
Cet article présente le guide des épisodes de la deuxième saison de la série télévisée Urgences (E.R.).
À noter, dans un but de clarification des personnages : il existe différents « grades » concernant les employés d'un hôpital, pour plus de précision consultez la section grades de l'article principal Urgences.

## Distribution

### Acteurs principaux
- Anthony Edwards (VF : William Coryn) : Dr Mark Greene, urgentiste titulaire
- George Clooney (VF : Patrick Noérie) : Dr Douglas « Doug » Ross, pédiatre en clinicat de pédiatrie d'urgence
- Eriq La Salle (VF : Thierry Desroses) : Dr Peter Benton, résident en chirurgie de 3e année
- Sherry Stringfield (VF : Emmanuelle Bondeville) : Dr Susan Lewis, urgentiste résidente de 3e année
- Noah Wyle (VF : Eric Missoffe) : Dr John Carter, externe de 4e année en chirurgie
- Julianna Margulies (VF : Hélène Chanson) : Carol Hathaway, infirmière en chef
- Gloria Reuben (VF : Brigitte Berges) : Jeanie Boulet, assistante médicale (récurrente lors des trois premiers épisodes, revient en tant que régulière à partir de l'épisode 6)

### Acteurs récurrents

#### Membres du personnel de l'hôpital
- Laura Innes (VF : Virginie Ogouz) : Dr Kerry Weaver, urgentiste résidente de 4e année, chef des internes
- William H. Macy (VF : Jacques Bouanich) : Dr David Morgenstern, titulaire en chirurgie générale, chef des urgences et de la chirurgie
- CCH Pounder (VF : Sophie Lepanse) : Dr Angela Hicks, titulaire en chirurgie générale
- Ron Rifkin (VF : Jean-Claude Robbe) : Dr Carl Vucelich, titulaire en chirurgie cardio-thoracique
- David Spielberg : Dr Neil Bernstein, pédiatre titulaire, chef de la pédiatrie
- Amy Aquino (VF : Denise Roland) : Dr Janet Coburn, gynécologue-obstétricienne titulaire
- Scott Jaeck (en) : Dr Steve Flint, chef de la radiologie
- Megan Cole : Dr Alice Upton, pathologiste
- Perry Anzilotti (en) : Perry, anesthésiste
- Michael B. Silver : Dr Paul Myers, psychiatre titulaire
- Christine Elise : Tracy Harper, externe (3e année)
- Matthew Glave : Dale Edson, externe (2e année)
- Conni Marie Brazelton (VF : Barbara Delsol) : Conni Oligario, infirmière
- Ellen Crawford (VF : Anne Ludovik) : Lydia Wright, infirmière
- Deezer D (en) (VF : Martin Brieuc) : Malik McGrath, infirmier
- Vanessa Marquez (VF : Véronique Alycia) : Wendy Goldman, infirmière
- Yvette Freeman (VF : Maïté Monceau) : Haleh Adams, infirmière (dénommée Shirley Adams dans la version française)
- Lily Mariye (en) (VF : Catherine Artigala) : Lily Jarvik, infirmière
- Laura Cerón (VF : Colette Nucci) : Ethel « Chuny » Marquez, infirmière
- Abraham Benrubi (VF : Bruno Carna) : Jerry Markovic, réceptionniste
- Kristin Minter (VF : Déborah Perret) : Miranda « Randi » Fronczak, réceptionniste
- Charles Noland (en) : E-Ray Bozman, réceptionniste
- Rolando Molina : Rolando, réceptionniste
- Malgoscha Gebel : Bogdanilivestsky « Bob » Romansky, réceptionniste
- Emily Wagner (VF : Annabelle Roux) : Doris Pickman, secouriste
- Montae Russell (en) : Zadro White, secouriste
- Lynn A. Henderson (VF : Véronique Alycia) : Pamela Olbes, secouriste
- Brian Lester : Brian Dumar, secouriste
- Scott Michael Campbell (en) : Riley Brown, secouriste
- Ron Eldard : Ray « Shep » Shepard, secouriste
- Carlos Gomez : Raul Melendez, secouriste

### Autres
- Christine Harnos (en) (VF : Nathalie Régnier) : Jennifer « Jenn » Greene, épouse de Mark Greene
- Yvonne Zima : Rachel Greene, fille de Mark Greene
- Kathleen Wilhoite (VF : Odile Schmitt) : Chloe Lewis, sœur de Susan Lewis
- Khandi Alexander (VF : Maïk Darah) : Jackie Robbins, sœur de Peter Benton
- Andrea Parker (VF : Dominique Westberg) : Linda Farrell, copine de Doug Ross
- Marg Helgenberger : Karen Hines, amie de Doug Ross
- Michael Beach (VF : Serge Faliu) : Al Boulet, ex-mari de Jeanie Boulet
- Mary Mara (en) : Loretta Sweet, patiente récurrente
- Jake Lloyd : Jimmy Sweet, fils de Loretta
- Lucy Liu : Mei-Sun Low, patiente récurrente
- Mike Genovese : officier Al Grabarsky, policier
- Chad McKnight : officier Wilson, policier

## Liste des épisodes

### Épisode 1:Bienvenue au bercail
- États-Unis : 21 septembre 1995 sur NBC

- Gloria Reuben (Jeanie Boulet)
- Laura Innes (Dr Kerry Weaver)
- William H. Macy (Dr David Morgenstern)
- Amy Aquino (Dr Janet Coburn)
- Mary Mara (Loretta Sweet)
- David Spielberg (Dr Neil Bernstein)
- Carlos Gomez (Raul Melendez)
- Taylor Young (Dr Jane Pratt)
- Ellen Crawford (Lydia Wright)
- Conni Marie Brazelton (Conni Oligario)
- Vanessa Marquez (Wendy Goldman)
- Ron Eldard (Shep)
- Christine Elise (Tracy Harper)
- Kathleen Wilhoite (Chloe Lewis)
- Abraham Benrubi (Jerry Markovic)
- Laura Ceron (Chuny Marquez)
- Deezer D. (Malik McGrath)
- Yvette Freeman (Haleh Adams)
- Lily Mariye (Lily Jarvik)
- Emily Wagner (Doris Pickman)

Carter rentre de vacances. Son avion est retardé, il reste bloqué dans les embouteillages et donc arrive en retard à l'hôpital. Il vit son premier jour dans le service de chirurgie. D'entrée de jeu, le Dr Benton lui conseille de s'investir davantage et d'être désormais ponctuel.
Mark accueille quatre étudiants en troisième année dont une étudiante, Tracy Harper. Très vite, Carter et Harper vont être attirés l'un vers l'autre. Le Dr Greene prépare le planning de la semaine suivante et propose à Doug, qui a besoin d'argent, de faire des heures supplémentaires. C'est Greene, désormais titulaire, qui devrait désigner un successeur pour le poste qu'il vient de libérer. Susan lui suggère de nommer une de ses amies, Jane Pratt. Mais Morgenstern ne laisse aucun choix à Greene. Il engage Kerry Weaver.

### Épisode 2:Balades de fin d'été
- États-Unis : 28 septembre 1995 sur NBC

- Gloria Reuben (Jeanie Boulet)
- Laura Innes (Dr Kerry Weaver)
- William H. Macy (Dr David Morgenstern)
- Mary Mara (Loretta Sweet)
- Ellen Crawford (Lydia Wright)
- Yvette Freeman (Haleh Adams)
- Conni Marie Brazelton (Conni Oligario)
- Carlos Gomez (Raul Melendez)
- Michael Beach (Al Boulet)
- Ron Eldard (Shep)
- Christine Elise (Tracy Harper)
- Michael B. Silver (Dr Paul Myers)
- Emily Wagner (Pickman)
- Kathleen Wilhoite (Chloe Lewis)
- Malgoscha Gebel (Bob)

Les rapports entre les membres du service et l'irascible Dr Kerry Weaver sont plutôt tendus. Le courant ne passe vraiment pas entre le nouveau chef des internes et le Dr Lewis. Celle-ci en veut à Greene qui n'a pas su imposer son choix. Tandis qu'une forte fièvre s'empare de Suzy, à la crèche de l'hôpital, Lewis apprend que sa sœur Chloe ne suit plus, depuis trois semaines, ses cours d'informatique. Suzy est confiée aux bons soins de Doug. Puis Susan s'occupe d'un patient souffrant d'une douleur dorsale, avant d'opérer avec Greene un jeune braqueur de banque dont la fuite a été interrompue par une vieille dame.
De son côté, Ross s'occupe d'un jeune pyromane qui s'est brûlé le bras. Alors que Doug souhaite le faire examiner par un titulaire en psychiatrie, Kerry fait descendre un jeune interne ; un moment d'inattention et le petit garçon met le feu à son lit ! L'incendie est rapidement maîtrisé, mais il suffit à provoquer une escarmouche entre Weaver et Ross.
Carol Hathaway fait équipe avec les auxiliaires médicaux. Ce stage d'infirmière en soins intensifs d'ambulance fait partie des examens d'aptitude. Au cours de leurs différentes interventions, elle découvre que Shepherd, prétendument désagréable, est en fait un collègue aussi plaisant qu'efficace. Mais une tâche des plus ardues l'attend dès son retour à l'hôpital : elle doit annoncer à une mère que son enfant, toxicomane, a été mortellement blessé.

### Épisode 3:Un patient, une ponction, une bière
- États-Unis : 5 octobre 1995 sur NBC

- Gloria Reuben (Jeanie Boulet)
- Laura Innes (Dr Kerry Weaver)
- Abraham Benrubi (Jerry Markovic)
- Yvette Freeman (Haleh Adams)
- Lucy Liu (Mei-Sun Low)
- David Spielberg (Dr Neil Bernstein)
- Deezer D. (Malik McGrath)
- Vanessa Marquez (Wendy Goldman)
- Carlos Gomez (Raul Melendez)
- Ron Eldard (Shep)
- Christine Elise (Tracy Harper)
- Christine Harnos (Jennifer Greene)
- CCH Pounder (Dr Angela Hicks)
- Kathleen Wilhoite (Chloe Lewis)
- Laura Ceron (Chuny Marquez)
- Kristin Minter (Randi Fronczak)

Dans le cadre de sa formation avec les auxiliaires, Carol Hathaway intervient chez un homme obèse dont les seuls compagnons sont des lapins. Ils l'amène à l'hôpital. Elle aide ensuite l'ambulancier Shepherd – avec lequel elle accepte de dîner – à injecter un sédatif à un homme drogué, juché sur le toit de l'ambulance.
Pendant ce temps, le Dr Ross s'occupe d'un petit asiatique de 4 ans atteint du sida, tombé dans le coma après une overdose de médicaments. Il accuse d'abord la mère de l'enfant, Mei-Sun, de négligence, puis découvre que c'est le service de pédiatrie de l'hôpital qui a fait une double prescription.
Le Dr Benton est de plus en plus épris de Jeanie Boulet. Par ailleurs, il autorise Carter à pratiquer seul, pour la première fois, une intervention chirurgicale sur un vieil alcoolique, Ed. Mais il perfore accidentellement le foie de son patient. Le Dr Hicks essaie de le sauver mais il meurt d'une crise cardiaque.

### Épisode 4:Quelle vie!
- États-Unis : 12 octobre 1995 sur NBC

- Laure Innes (Dr Kerry Weaver)
- Carlos Gomez (Raul Melendez)
- Lucy Liu (Mei-Sun Low)
- Ellen Crawford (Lydia Wright)
- Yvette Freeman (Haleh Adams)
- Conni Marie Brazelton (Conni Oligario)
- Lily Mariye (Lily Jarvik)
- Khandi Alexander (Jackie Robbins)
- Ron Eldard (Shep)
- Andrea Parker (Linda Farrell)
- CCH Pounder (Dr Angela Hicks)
- Laura Ceron (Chuny Marquez)
- Kristin Minter (Randi Fronczak)
- Emily Wagner (Pickman)
- Montae Russel (Zadro)
- Lynn A. Henderson (Olbes)

Jeanie refuse de remettre en question son mariage et veut mettre un terme à sa relation avec Benton. Peter, très contrarié, se défoule en frappant violemment un représentant en prothèse qui lui a pris sa place de parking. Il se foule le doigt. Le Dr Hicks choisit Carter pour le remplacer en chirurgie.
Le Dr Lewis doit jongler avec un emploi du temps surchargé. Seule avec la petite Susie, elle envisage d'entamer une procédure d'adoption, puisque sa sœur Chloé, droguée, a quitté la ville sans donner de nouvelles. En attendant, elle cherche désespérément une baby-sitter. À l'hôpital, elle découvre avec colère que Kerry Weaver ne lui a réservé que des cas mineurs : un boulimique dont la douloureuse gastrite n'altère pas l'appétit féroce et une jeune fille de 14 ans, enceinte.

### Épisode 5:Adoption furtive
- États-Unis : 19 octobre 1995 sur NBC

- Abraham Benrubi (Jerry Markovic)
- Lucy Liu (Mei-Sun Low)
- Mary Mara (Loretta Sweet)
- Ellen Crawford (Lydia Wright)
- Deezer D. (Malik McGrath)
- Yvette Freeman (Haleh Adams)
- Christine Elise (Tracy Harper)
- Lynn A. Henderson (Olbes)

Tout le service des urgences est soulagé de l'absence de Kerry Weaver, qui a pris un jour de congé.
Le Dr Benton étant toujours handicapé par sa blessure au doigt. Carter en profite pour peaufiner son apprentissage de la chirurgie et multiplier les interventions, tout en continuant de draguer Harper Tracy. Pour l'heure, la jeune femme est chargée de seconder le Dr Ross, qui soulage Chia-Chia, le jeune asiatique atteint du sida. Inexpérimentée, Harper supporte très mal la cruauté de la situation. Le pédiatre diagnostique une méningite et lui fait une ponction lombaire. Mais le Dr Greene ne semble pas du même avis, et informe la mère de l'enfant.
De son côté, Benton doit s'occuper d'une femme battue qui prétend que son état résulte d'une chute et refuse toute poursuite à l'encontre de son mari. L'hôpital établit toutefois un rapport sur cette affaire et le communique à la police. Ironie du sort : l'homme en uniforme qui vient d'arriver à l'hôpital n'est autre que le mari brutal.
Peu après, débarque un homme victime d'un accident de moto, et dont le bras a été sectionné à l'épaule. Mais l'infirmière Carol Hathaway finit par découvrir que, drogué récidiviste, le patient s'est livré volontairement, avec l'aide de son épouse, à cette mutilation afin de percevoir l'argent de l'assurance. 

### Épisode 6:Il y a des jours, comme ça…
- États-Unis : 2 novembre 1995 sur NBC

- William H. Macy (Dr David Morgenstern)
- Abraham Benrubi (Jerry Markovic)
- Ellen Crawford (Lydia Wright)
- David Spielberg (Dr Neil Bernstein)
- Ron Rifkin (Dr Carl Vucelich)
- Ron Eldard (Shep)
- Christine Elise (Tracy Harper)
- Laura Ceron (Chuny Marquez)
- Deezer D. (Malik McGrath)
- Vanessa Marquez (Wendy Goldman)
- Kristin Minster (Randi Fronczak)
- Emily Wagner (Pickman)
- Lynn A. Henderson (Olbes)

Partageant toujours l'appartement du Dr Ross, Mark surprend ce dernier en compagnie de Harper. Furieux, il lui reproche de le mettre dans une position délicate, le règlement de l'hôpital interdisant toute relation intime entre médecins et externes du même établissement. De son côté, Harper informe John Carter de son aventure avec Douglas Ross qui, fort épris d'elle, prend très mal la chose.
Les forces de l'ordre amènent aux urgences un délinquant, Jorge, mordu par le chien d'un policier. Il se met en colère lorsque infirmières et médecins tentent de lui prodiguer des soins. Seule Randi, la nouvelle chargée des admissions, parvient à calmer le forcené en lui assénant un coup de canne sur le crâne. Une efficacité directement héritée de ses années de détention.
Le Dr Benton est contrarié lorsqu'il apprend que Jeanie Boulet a été mutée aux urgences. Le Dr Lewis reproche à Benton d'avoir sollicité l'avis d'un éminent spécialiste en cardiologie, le Dr Vucelich, pour statuer sur le cas d'un patient.
Carol a la surprise de voir arriver son notaire, Abraham Zimble, à l'hôpital, venu lui faire signer les papiers nécessaires à l'achat de la maison qu'elle convoite. Mais l'homme de loi perd connaissance.

### Épisode 7:Les Eaux de l'enfer
- États-Unis : 9 novembre 1995 sur NBC

- Andrea Parker (Linda Farell)
- William H. Macy (Dr David Morgenstern)
- Abraham Benrubi (Jerry Markovic)
- Christine Elise (Tracy Harper)
- Lily Mariye (Lily Jarvik)
- Connie Marie Brazelton (Connie Oligario)
- Deezer D. (Malik McGrath)
- Vanessa Marquez (Wendy Goldman)
- Montae Russell (Zadro White)

Le clinicat de Doug n'étant pas renouvelé, il a cherché une place dans le privé. Doug a accepté un poste dans une clinique privée. Le soir, tandis qu'il part en voiture rejoindre Lynda à l'opéra, un pneu crève. Il s'apprête à le changer, sous une pluie battante, quand un petit garçon paniqué lui demande de secourir son frère coincé dans un tunnel d'évacuation où le niveau de l'eau ne cesse de monter. Le Dr Ross peine à évacuer l'enfant dont la jambe cassée est coincée. Il y parvient au moment même où les secours et l'hélicoptère de la télévision arrivent sur place. Le pédiatre réquisitionne l'hélicoptère et pratique les premiers soins en direct sur Channel 5.
Pendant ce temps, le service des urgences s'active autour de Molly, une petite fille renversée par un chauffard qui a pris la fuite.

### Épisode 8:Secret dévoilé
- États-Unis : 16 novembre 1995 sur NBC

- David Spielberg (Dr Neil Bernstein)
- William H. Macy (Dr David Morgenstern)
- Abraham Benrubi (Jerry Markovic)
- Ellen Crawford (Lydia Wright)
- Yvette Freeman (Haley Adams)
- Ron Rifkin (Dr Carl Vucelich)
- Ron Eldard (Shep)
- Christine Elise (Tracy Harper)
- Laura Ceron (Chuny Marquez)
- Connie Marie Brazelton (Connie Oligario)
- Deezer D. (Malik McGrath)
- Emily Wagner (Pickman)
- Lynn A. Henderson (Olbes)
- Montae Russell (Zadro White)

### Épisode 9:Sans toit
- États-Unis : 7 décembre 1995 sur NBC

- Laura Innes (Dr Kerry Weaver)
- William H. Macy (Dr David Morgenstern)
- Christine Harnos (Jennifer Green)
- Ellen Crawford (Lydia Wright)
- Yvette Freeman (Haley Adams)
- Ron Rifkin (Dr Carl Vucelich)
- Ron Eldard (Shep)
- Christine Elise (Tracy Harper)
- Michael B. Silver (Dr Paul Myers)
- Connie Marie Brazelton (Connie Oligario)
- Kristin Minster (Randi Fronczak)
- Emily Wagner (Pickman)
- Lynn A. Henderson (Olbes)

C'est bientôt Noël. Les docteurs Lewis et Ross interviennent auprès d'un nourrisson en arrêt cardiaque, mais ne peuvent empêcher son décès. Ils s'occupent ensuite d'un homme renversé par une voiture dont le chauffeur a pris la fuite. Un policier apprend à Mark que le malheureux a été renversé par sa propre femme. Pris d'un soupçon subit, le médecin se précipite dans la chambre du malade et arrive juste à temps pour empêcher son épouse, plutôt obstinée, de l'étouffer avec l'oreiller.Pendant ce temps, Carter et Harper cherchent un coin pour pouvoir s'enlacer. Dérangés dans la salle de radio et dans d'autres pièces, ils se réfugient finalement dans une chapelle.
Le Dr Lewis est félicitée par Kerry Weaver. Elle a pu déceler à temps, sur une jeune patiente atteinte de convulsions qui revient des urgences de Saint-Andre où elle a été soignée dans un premier temps, une allergie à la xilocaïne. Le Dr Morgensten lui propose de présenter ce cas lors d'un congrès de la médecine d'urgence à Miami. Pressée par Weaver d'en profiter pour relancer sa carrière, elle y renonce, préférant s'occuper de la petite Suzie qu'elle ne peut délaisser pour préparer son intervention.
Carol se prend d'affection pour un jeune schizophrène paranoïaque dont la maladie a interrompu ses études d'architecture.

### Épisode 10:Le Miracle de Noël
- États-Unis : 14 décembre 1995 sur NBC

- Laura Innes (Dr Kerry Weaver)
- Red Buttons (Ruby Roubadoux)
- Ellen Crawford (Lydia Wright)
- Yvette Freeman (Haley Adams)
- Ron Rifkin (Dr Carl Vucelich)
- Ron Eldard (Shep)
- Christine Elise (Tracy Harper)
- Mike Genovese (Al Grabarsky)
- Lily Mariye (Lily Jarvik)
- Deezer D. (Malik McGrath)
- Kristin Minster (Randi Fronczak)
- Emily Wagner (Pickman)

Séparé de son épouse, le Dr Greene est de plus préoccupé par un procès qu'on lui a intenté après le décès d'une femme enceinte. Il trouve du réconfort auprès d'Anna Steiner, agressée alors qu'elle était arrêtée à un feu rouge. En l'examinant, il s'aperçoit qu'elle a été tatouée d'un matricule, stigmate de sa déportation dans un camp de concentration. Au réveil, elle demande sa petite-fille, âgée de quelques mois, qui est restée dans son siège à l'arrière du véhicule volé.
Un groupe de jeunes débarque ensuite dans le service, accompagnant un prêtre, blessé par balle. Avant de mourir, et pour éviter un affrontement sanglant entre deux gangs, celui-ci affirme que c'est un inconnu qui a tiré sur lui.
Pendant ce temps, Doug Ross prend en charge un groupe d'enfants coréens dont une représentation théâtrale sur glace a tourné au drame : la machine à nettoyer la glace a été conduite par un homme ivre et les a heurtés de plein fouet.
Le Dr Benton, lui, est convoqué par le Dr Vucelich qui veut examiner un sujet idéal pour expérimenter sa nouvelle technique chirurgicale. Alors qu'il doit convaincre la femme du patient d'accepter l'intervention, il est devancé par Carter. Ce dernier file le parfait amour avec Harper.

### Épisode 11:Morte Saison
- États-Unis : 4 janvier 1996 sur NBC

- Red Buttons (Ruby Rubadoux)
- Mary Mara (Loretta Sweet)
- Michael Beach (Al Boulet)
- Ellen Crawford (Lydia Wright)
- Yvette Freeman (Haley Adams)
- Ron Rifkin (Dr Carl Vucelich)
- Ron Eldard (Shep)
- Laura Ceron (Chuny Marquez)
- Connie Marie Brazelton (Connie Oligario)
- Deezer D. (Malik McGrath)
- Kristin Minter (Randy Fonczak)
- Carloz Gomez (Raul Melendez)

Le jour de l'an est passé. Shep et son collègue découvrent vingt-deux enfants noirs, âgés de six mois à neuf ans, entassés dans un appartement insalubre, abandonnés à eux-mêmes dans des conditions d'hygiène déplorables. Quinze d'entre eux sont hospitalisés. L'un est atteint d'une paralysie cérébrale et tous souffrent de malnutrition, de contusions dues à des coups et de multiples maladies. Le représentant d'une association pour l'enfance explique aux médecins que leurs parents sont consommateurs de crack. Greene tient absolument à soigner lui-même les bambins, tandis que Shep se livre à une réflexion malheureuse qui met Benton hors de lui.
Le Dr Vucelich confie Mme Rubadoux, un cas désespéré, au Dr Carter. Très vite, Carter sympathise avec l'époux de la malade, lequel lui témoigne une confiance absolue mais le cas de Mme Rubadoux devient délicat voire désespéré. Le Dr Benton se voit proposer un poste d'assistant dans l'équipe de recherche du Dr Vucelich. Plus nerveux que jamais, il est remis à sa place par Jeanie, qui lui reproche sa brutalité à l'égard d'un patient. Par ailleurs, elle apprend que Carol lui a donné une mauvaise appréciation.

### Épisode 12:De vrais mensonges
- États-Unis : 25 janvier 1996 sur NBC

- Red Buttons (Ruby Rubadoux)
- William H. Macy (Dr David Morgenstern)
- Christine Harnos (Jennifer Green)
- Yvonne Zima (Rachel Green)
- Yvette Freeman (Haley Adams)
- Ron Rifkin (Dr Carl Vucelich)
- Christine Elise (Tracy Harper)
- CCH Pounder (Dr Angela Hicks)
- Lily Mariye (Lily Jarvik)
- Connie Marie Brazelton (Connie Oligario)
- Deezer D. (Malik McGrath)
- Lynn A. Henderson (Olbes)
- Montae Russell (Zadro White)

Le Dr Greene et Rachel sont très malheureux à cause de la séparation imposée par Jennifer. Le père ne sait comment annoncer à sa petite fille qu'il ne reviendra plus à la maison.
M. Rubadoux, lui, est content : sa femme se porte mieux. Il ignore encore que cette amélioration n'est que provisoire. Carter doit assumer ses mensonges.
Le Dr Benton est invité, en compagnie de collègues, à un dîner privé qui réunit des chirurgiens chez le Dr Vucelich, qui lui a précisé de venir accompagné. L'interne, très flatté, demande alors à Jeanie de se libérer. Leurs conversation est interrompue par un homme victime d'un accident de la route : un rail de sécurité lui perfore la poitrine de part en part. Il convainc le Dr Hicks de sa capacité à mener seul la délicate opération en l'absence de Vucelich. Mais l'intervention est un échec et Vucelich est obligé d'arriver en catastrophe pour finir celle-ci. Honteux, il n'ose aller au dîner.

### Épisode 13:Pas facile d'être soi
- États-Unis : 1er février 1996 sur NBC

- Laura Innes (Dr Kerry Weaver)
- William H. Macy (Dr David Morgenstern)
- Abraham Benrubi (Jerry Markovic)
- Ellen Crawford (Lydia Wright)
- Yvette Freeman (Haley Adams)
- Ron Rifkin (Dr Carl Vucelich)
- Christine Elise (Tracy Harper)
- Laura Ceron (Chuny Marquez)
- Deezer D. (Malik McGrath)
- Vanessa Marquez (Wendy Goldman)
- Megan Cole (Dr Upton)

Mark Greene se sent harcelé. Outre son épouse, Jennifer, qui veut obtenir la garde de leur fille Rachel, le Dr Morgenstern le convoque à propos de la femme enceinte décédée dans son service. Morgenstern et l'avocate de l'hôpital veulent le convaincre de reconnaître son erreur médicale, afin de pouvoir proposer un règlement à l'amiable avec la famille de la défunte. Mais Mark s'obstine et refuse d'avaliser la version de Morgenstern. Désemparé durant ses jours de congé, il préfère tromper sa solitude en aidant aux urgences. :Là, il retrouve Susan Lewis avec qui il s'entend de mieux en mieux. Seule elle réussit à lui faire admettre qu'il a effectivement eu un mauvais diagnostic.
Pour sa part, la jeune médecin subit la pression constante de Kerry Weaver qui aimerait la voir accepter le poste de chef des internes. Mais Susan est surtout préoccupée par la prochaine adoption de Suzy, sa petite nièce.
Vucelich choisit Benton pour présenter les brillants résultats de ses travaux sur la méthode chirurgicale Clamp à Paris. Il propose à Benton d'intégrer son équipe.

### Épisode 14:Mettons les choses au clair
- États-Unis : 8 février 1996 sur NBC

- Red Buttons (Ruby Roubadoux)
- Abraham Benrubi (Jerry Markovic)
- Mary Mara (Loretta Sweet)
- Ellen Crawford (Lydia Wright)
- Yvette Freeman (Haley Adams)
- Ron Rifkin (Dr Carl Vucelich)
- CCH Pounder (Dr Angela Hicks)
- Laura Ceron (Chuny Marquez)
- Connie Marie Brazelton (Connie Oligario)
- Emily Wagner (Pickman)

Peter Benton s'implique de plus en plus dans les recherches du Dr Vucelich. Mais le jeune interne met le doigt sur un point sensible. Il remarque que son chef écarte volontairement les cas qui ne démontrent pas l'efficacité de la technique chirurgicale «clamp». Il a donc volontairement faussé le caractère scientifique de son étude en manipulant les données. En fait sa technique chirurgicale n'est pas aussi efficace qu'il l'affirme. Mais les résultats très positifs de ses recherches apportent des subventions à l'hôpital. Benton s'en émeut directement auprès de Vucelich, qui le raye immédiatement de son planning. Après une ultime tentative, qui se solde par son éviction définitive de l'équipe du professeur, il décide d'informer le doyen des manipulations auxquelles Vucelich soumet le résultat de ses expériences, au risque de briser sa future carrière. Puis, au dernier moment, il renonce à son projet, maudissant sa lâcheté.
Susan reçoit Nathan Conley, un jeune clochard qui a absorbé 3 litres de Vodka. Plus tard, c'est la compagne de l'ivrogne qu'elle accueille. En interrogeant la patiente, qui souffre d'une importante toux, Susan apprend que celle-ci est atteinte du Sida et qu'elle préfère ne pas en avertir son compagnon. L'interne décide d'en informer Conley malgré le caractère illégal de sa démarche. Par ailleurs, Susan remarque la nervosité inhabituelle de Carter, préoccupé par la prochaine visite à l'hôpital de Ruby, le mari d'une patiente décédée. Carter fait courir la rumeur d'une liaison entre Mark et Susan.

### Épisode 15:Naissances
- États-Unis : 15 février 1996 sur NBC

- Laura Innes (Dr Kerry Weaver)
- Amy Aquino (Dr Janet Coburn)
- Abraham Benrubi (Jerry Markovic)
- Ellen Crawford (Lydia Wright)
- Yvette Freeman (Haley Adams)
- Christine Elise (Tracy Harper)
- CCH Pounder (Dr Angela Hicks)
- Laura Ceron (Chuny Marquez)
- Connie Marie Brazelton (Connie Oligario)
- Vanessa Marquez (Wendy Goldman)

Le système anti-incendie s'est accidentellement déclenché dans les salles d'accouchement du service de gynécologie. Les urgences sont donc réquisitionnées pour accueillir huit femmes sur le point d'avoir un enfant. Soutenu par Susan Lewis et Douglas Ross, Mark Greene oublie son appréhension : quelques mois plus tôt, une patiente enceinte était décédée du fait de son mauvais diagnostic. Cette fois, Mark fait preuve de tous ses talents d'accoucheur et reçoit même les félicitations du médecin responsable du service de gynécologie.
Doug va rencontrer son père à l'hôtel, qui s'avère en fait appartenir à ce même père, et tous deux discutent du vieux temps.
Quant à Susan, elle est surprise de recevoir la visite d'une assistance sociale pour l'interroger au sujet de la future adoption de Suzie.
Pendant ce temps, Carter passe un entretien primordial pour la suite de son internat. Il s'aperçoit que Benton lui a fait une lettre de recommandation des plus élogieuses.

### Épisode 16:Tristesse aux urgences
- États-Unis : 22 février 1996 sur NBC

- Abraham Benrubi (Jerry Markovic)
- Ellen Crawford (Lydia Wright)
- Ron Eldard (Shep)
- Lily Mariye (Lily Jarvik)
- Deezer D. (Malik McGrath)
- Vanessa Marquez (Wendy Goldman)
- Kristin Minter (Randy Fonczak)
- Carloz Gomez (Raul Melendez)
- Emily Wagner (Pickman)
- Lynn A. Henderson (Olbes)
- Montae Russell (Zadro White)
- Kathleen Wilhoite (Chloé Lewis)

Alors qu'elle est en train de préparer illégalement de la métamphéthamine, une mère de quatre enfants provoque une terrible explosion qui met le feu à son appartement, puis à l'immeuble. Elle réussit à sauver des flammes son plus jeune enfant, mais les aînés sont restés bloqués dans l'appartement. Les deux secouristes, Shep l'ami de Carol, et Raul sont les premiers sur les lieux. Shep se lance sans protection dans les flammes, entraînant son compagnon, pour sauver les enfants prisonniers du brasier.

### Épisode 17:La Faute
- États-Unis : 28 mars 1996 sur NBC

- Abraham Benrubi (Jerry Markovic)
- Ellen Crawford (Lydia Wright)
- Yvette Freeman (Haley Adams)
- Ron Eldard (Shep)
- Christine Elise (Tracy Harper)
- CCH Pounder (Dr Angela Hicks)
- Kathleen Wilhoite (Chloé Lewis)
- Lily Mariye (Lily Jarvik)

Le service des urgences sauve la vie de Freddie Robinson, un jeune conducteur drogué et alcoolique, responsable de la mort d'une petite fille et des blessures de trois personnes. Le Dr Susan Lewis, qui l'a pris en charge, va tenter d'informer sa mère, incrédule. L'une des victimes de Robinson, Bret Bowman, est un jeune garçon que Douglas Ross avait déjà soigné auparavant. Les examens réclamés par les Dr Benton et Greene révèlent une tumeur cancéreuse que Ross n'avait pas repérée. L'avocat de l'hôpital lui conseille vivement de taire son erreur de diagnostic. Mais Benton, n'écoutant que sa conscience, décide de tout révéler au grand-père de Bret. Mark réprimande Peter et lui reproche de ne pas avoir suivi les consignes et insinue que s'il a fait ça c'est parce qu'il se sent coupable d'avoir occulté l'affaire Vucelich.
Pendant ce temps, Chloé, la sœur du Dr Lewis, réapparaît et l'informe de son intention de reprendre sa fille. La guerre est donc déclarée entre les deux sœurs.

### Épisode 18:Garde de nuit
- États-Unis : 4 avril 1996 sur NBC

- Laura Innes (Dr Kerry Weaver)
- William H. Macy (Dr David Morgenstern)
- Abraham Benrubi (Jerry Markovic)
- Ellen Crawford (Lydia Wright)
- Yvette Freeman (Haley Adams)
- Mary Mara (Loretta Sweet)
- Scott Jaeck (Dr Steve Flint)
- Ron Eldard (Shep)
- Laura Ceron (Chuny Marquez)
- Deezer D. (Malik McGrath)
- Kristin Minter (Randy Fonczak)
- Emily Wagner (Pickman)
- Lynn A. Henderson (Olbes)
- Kathleen Wilhoite (Chloé Lewis)

Le Dr Greene s'apprête à passer enfin une nuit de repos, lorsqu'il est rappelé aux urgences pour remplacer le Dr Ross, victime d'un accident. Et l'effectif se réduit encore : le Dr Lewis argue d'un rendez-vous avec un avocat, qui doit l'éclairer dans sa demande d'adoption de la petite Suzie, et s'éclipse.
Seul Carter demeure fidèle au poste. Interdit de chirurgie après son écart de conduite, il s'est vu attribuer des heures de garde de nuit en mesure de rétorsion. Le service est surchargé : une trentaine de personnes doivent être examinées en priorité et une quarantaine patientent.

### Épisode 19:Appendicites en série
- États-Unis : 25 avril 1996 sur NBC

- Laura Innes (Dr Kerry Weaver)
- Abraham Benrubi (Jerry Markovic)
- Yvette Freeman (Haley Adams)
- Ron Eldard (Shep)
- Christine Elise (Tracy Harper)
- CCH Pounder (Dr Angela Hicks)
- Matthew Glave (Dr Edson)
- Laura Ceron (Chuny Marquez)
- Deezer D. (Malik McGrath)
- Perry Anzilloti (Ed)
- Emily Wagner (Pickman)
- Lynn A. Henderson (Olbes)
- Marg Helgenberger (Karen Hines)

Benton diagnostique la « diarrhée des voyageurs » et signe l'ordre de sortie de la patiente. Quelques heures plus tard, elle est de nouveau hospitalisée d'urgence pour une appendicite. L'interne reconnaît sa négligence et décide dans la foulée de rédiger un rapport officiel sur l'étude « truquée » de Vucelich. Il découvre qu'on l'a écarté d'opérations chirurgicales parce qu'un autre médecin refuse de travailler avec lui. Un peu plus tard il apporte au Dr Hicks les preuves des magouilles de Vucelich et annonce qu'il est prêt à le dénoncer.
Susan passe elle une mauvaise journée. Elle apprend que sa tentative d'empêcher Chloé de rendre visite à Suzie a été refusée. 
Morgensten, de son côté, accepte qu'une réalisatrice filme le quotidien des urgences. Greene se laisse séduire par la jeune femme et passe la nuit avec elle.
Carter est en compétition avec un nouvel interne très brillant, Dale Edson, l'ancien petit ami de Harper venu tout droit de Harvard. Il imagine mille stratagèmes pour multiplier les occasions d'opérer ; Harper, écœurée, met fin à leur relation. 

### Épisode 20:Tensions
- États-Unis : 2 mai 1996 sur NBC

- Laura Innes (Dr Kerry Weaver)
- William H. Macy (Dr David Morgenstern)
- Mary Mara (Loretta Sweet)
- Ellen Crawford (Lydia Wright)
- Yvette Freeman (Haley Adams)
- Ron Eldard (Shep)
- Kathleen Wilhoite (Chloé Lewis)
- Christine Elise (Tracy Harper)
- CCH Pounder (Dr Angela Hicks)
- Christine Harnos (Jennifer Green)
- Lily Mariye (Lily Jarvik)
- Connie Marie Brazelton (Connie Oligario)
- Deezer D. (Malik McGrath)
- Marg Helgenberger (Karen Hines)

La justice a accordé un large droit de visite à Chloé : très déçue, Susan se remet difficilement du départ de Suzie et s'investit totalement dans son travail.
Alors que Kerry et Greene conseillent l'avortement à une jeune femme, elle révèle que la pression sanguine très élevée de la patiente est due à une tumeur de la glande surrénale. Greene tente de convaincre Kerry, fort impressionnée, d'appuyer la promotion de Susan pour l'année suivante.
Benton apprend que Vucelich a publié un article dans lequel il mentionne les cas tendancieux de son étude. De plus, Benton a été nommé «interne de l'année», au grand dam de Kerry qui espérait cette distinction. Malgré leurs différends, Ross et Benton unissent leurs efforts pour sauver une petite fille
Loretta, une ancienne prostituée atteinte d'un cancer du col, se plaint auprès de Greene de la désinvolture du cancérologue qui la suit. Greene rend visite à son collègue. Puis il recherche avec Jennifer un compromis pour le divorce. Ils passent la nuit ensemble…

### Épisode 21:Tourner la page
- États-Unis : 9 mai 1996 sur NBC

- Laura Innes (Dr Kerry Weaver)
- Abraham Benrubi (Jerry Markovic)
- Mary Mara (Loretta Sweet)
- Michael Beach (Al Boulet)
- Ellen Crawford (Lydia Wright)
- Yvette Freeman (Haley Adams)
- Ron Eldard (Shep)
- Mike Genovese (Al Grabarsky)
- Laura Ceron (Chuny Marquez)
- Deezer D. (Malik McGrath)
- Emily Wagner (Pickman)
- Lynn A. Henderson (Olbes)
- Marg Helgenberger (Karen Hines)

Ross tente de rembourser l'associée de son père qui a détourné des fonds.
Susan Lewis a du mal à surmonter l'absence de la petite Suzie. Très perturbée, elle réagit violemment au cas d'un nourrisson maltraité par sa mère. Susan Lewis suit une psychanalyse pour arrêter de penser à la petite Suzie. Pendant ce temps, Kerry Weaver passe un marché avec Greene : elle soutiendra la candidature de Lewis au poste de chef des internes si, en échange, il l'aide à devenir titulaire. 
Greene s'occupe une nouvelle fois de Loretta, désespérée par l'éventualité d'une autre intervention.
Carol Hathaway doit répondre aux questions d'un enquêteur, à la suite du dossier rédigé par un jeune ambulancier à l'encontre de Shep. N'ayant pas été témoin de l'accident, elle ment efficacement pour protéger son ami.
Carter et Benton s'occupent de T.C. Lucas, une petite fille dont l'état nécessite une transplantation du foie. 

### Épisode 22:Les Malheurs d'Hathaway
- États-Unis : 16 mai 1996 sur NBC

- Laura Innes (Dr Kerry Weaver)
- William H. Macy (Dr David Morgenstern)
- Mary Mara (Loretta Sweet)
- Christine Harnos (Jennifer Green)
- Michael Beach (Al Boulet)
- Abraham Benrubi (Jerry Markovic)
- Ellen Crawford (Lydia Wright)
- Ron Rifkin (Dr Carl Vucelich)
- Ron Eldard (Shep)
- Laura Ceron (Chuny Marquez)
- Lily Mariye (Lily Jarvik)
- Connie Marie Brazelton (Connie Oligario)
- Deezer D. (Malik McGrath)
- Vanessa Marquez (Wendy Goldman)
- Charles Noland (E-Ray)
- Emily Wagner (Pickman)
- Lynn A. Henderson (Olbes)
- Montae Russell (Zadro White)
- William Lucking (Kenny Branigan)
- Guest-star: Marg Helgenberger

Le comportement violent de Shep depuis la mort de Raoul ne cesse d'inquiéter Hathaway. Elle ne parvient pas à le convaincre de consulter un psychothérapeute. De plus, elle est furieuse contre les compagnies d'assurance-maladie qui diminuent leurs prestations à l'égard de certains patients : ainsi, un homme de 46 ans atteint d'un cancer du poumon refuse des analyses complémentaires faute de pouvoir les payer. Dégoûtée, Hathaway démissionne sur un coup de tête…
Comme promis, Greene -dont l'ex-épouse, Jennifer, va se remarier- appuie la candidature de Weaver - elle devient titulaire aux urgences - au grand dam de ses collègues. Le service se rebelle donc contre la réorganisation décidée par Greene. En revanche, Lewis, toujours très affligée, refuse la promotion. 